# Sarothamnus
Sarothamnus là một chi thực vật có hoa trong họ Đậu.